# Smouldering Fires (film 1925)
Smouldering Fires è un film muto del 1925 diretto da Clarence Brown.

## Trama
Jane Vale, una quarantenne di successo, si innamora di uno dei suoi dipendenti, il giovane Robert che, diventato il suo segretario privato, ben presto accetta di sposarla. Prima del matrimonio, Dorothy, la sorella minore di Jane, torna a casa finiti gli studi. Tra lei e il futuro cognato scoppia l'amore ma i due, per correttezza nei riguardi di Jane, tengono nascosti i loro sentimenti. Dopo il matrimonio, però, Jane - benché il marito sia sempre pieno di attenzioni nei suoi riguardi - si rende conto di quello che è successo tra i due giovani. La donna finge allora di non amare più il marito e chiede il divorzio. Robert e Dorothy sono adesso liberi di amarsi,

## Produzione
Il film fu prodotto dall'Universal Pictures. Alcuni esterni vennero girati al Yosemite National Park. Alcune fonti accreditano come scenografo Leo E. Kuter mentre altre citano il nome di E. E. Sheeley.

## Distribuzione
Il copyright del film, richiesto dalla Universal Pictures Corp., fu registrato il 25 novembre 1924 con il numero LP20842.
Distribuito dall'Universal Pictures e presentato da Carl Laemmle, il film uscì nelle sale cinematografiche degli Stati Uniti il 18 gennaio 1925.
Il 24 maggio 2006, il film - masterizzato da una copia in 16 mm - è stato distribuito dalla Sunrise Silents in DVD in una versione di settanta minuti accompagnata da una colonna sonora e con didascalie in inglese.

### Conservazione
Copie della pellicola (positivo 16 mm) sono conservate in collezioni private. Copie complete si trovano negli archivi della Filmoteka Narodowa di Varsavia, del George Eastman House di Rochester, dell'UCLA Film And Television Archive di Los Angeles, della Cinémathèque française di Parigi.